# Cejlon

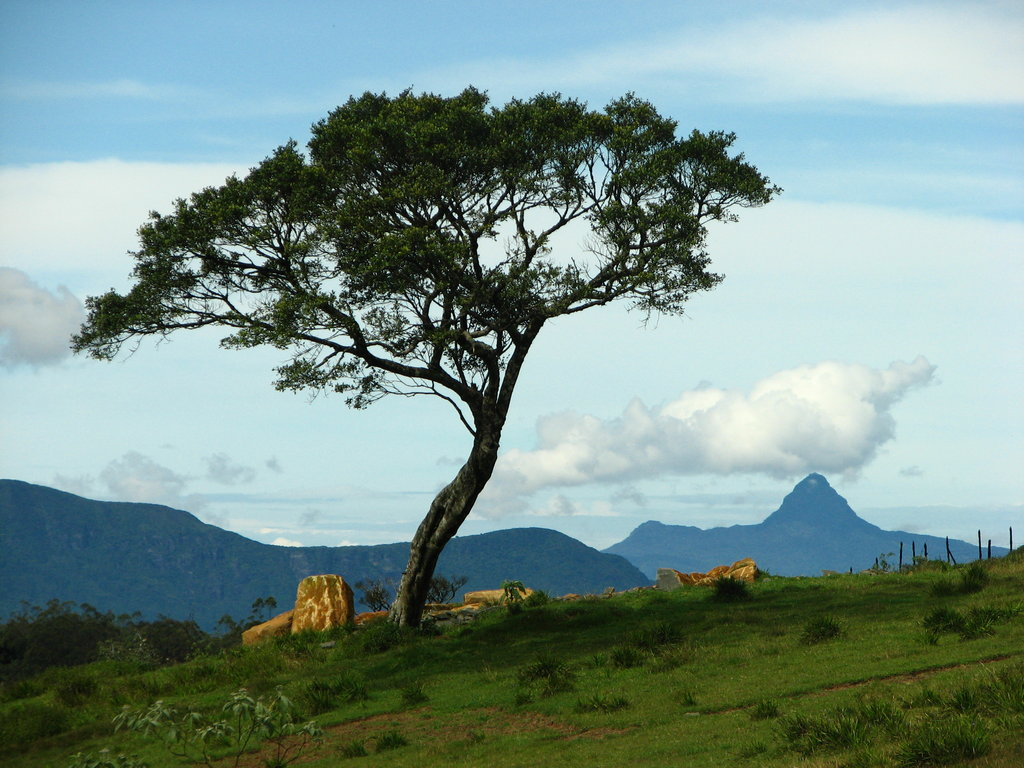
Krajobraz Cejlonu

Cejlon (syng. Śrī Laṁkā, tamil. İlankai, ang. Ceylon) – jedna z największych wysp Oceanu Indyjskiego, leżąca na południowy wschód od wybrzeży Indii, od których oddzielona jest cieśniną Palk. Ma powierzchnię 65,6 tys. km² i stanowi jednocześnie państwo Sri Lankę.
Ukształtowanie wyspy ma charakter nizinny, na południu znajduje się niewysoki płaskowyż. Panuje tam klimat zwrotnikowy monsunowy, są wysokie opady. Teren wyspy porośnięty jest w 40% lasami monsunowymi i równikowymi. Rosną tam też kolczaste zarośla i sawanny. Na plantacjach uprawia się herbatę.

## Geologia Cejlonu
Cejlon pod względem geologicznym jest częścią płyty indyjskiej. W paleogenie doszło do uformowania głębokiego rowu tektonicznego oddzielającego morfologicznie Cejlon od Indii i częściowo zalanego morzem. Prawie cały obszar wyspy tworzą skały prekambru. Jedynie kilka procent powierzchni Cejlonu przykrywają skały osadowe kenozoiku (głównie miocenu). Utwory kenozoiczne występują tylko na wybrzeżu północnego krańca wyspy i cienkim pasem wzdłuż jej północno-zachodniego wybrzeża.
Skały prekambryjskie reprezentowane są przez skały metamorficzne, wśród których dominują różne odmiany gnejsów. Najstarszym kompleksem jest tzw. Highland Complex, przebiegający przez całą wyspę w kierunku NE-SW od miasta Trincomalee do miasta Galle. Wiek kompleksu wydatowano na 2–3 mld lat, choć są też serie o wieku 3,4 mld lat, a więc jedne z najstarszych na Ziemi. Silnie zmetamorfizowane skały kompleksu reprezentują przede wszystkim gnejsy i granulity, rzadziej występują marmury i kwarcyty. W obrębie kompleksu występują też intruzje granitoidowe z ediakaru.
Na północ od pasa Highland Complex leży Vanni Complex (lub Wanni) obejmujący pozostałą część wyspy (północny i zachodni Cejlon). W kompleksie tym dominują różne odmiany gnejsów, rzadziej migmatytów i innych skał, o wieku 1–2 mld lat.
Vijayan Complex tworzy południowo-wschodnią część wyspy i budują go głównie gnejsy proterozoiczne o wieku 1–2 mld lat.
Pierwotnie wszystkie trzy kompleksy leżały w oddaleniu od siebie, dopiero 610–550 mln lat temu doszło do stopniowego połączenia w jeden obszar. W tym czasie miał też miejsce zasadniczy metamorfizm większości skał prekambryjskich.

## Surowce mineralne Cejlonu
Na terenie zachodniego Cejlonu występują największe na świecie złoża grafitu, który obecnie wydobywany jest w czterech rejonach w środkowej części wyspy (na południe od Kegalla i na północ od Dodangaslanda).
Tradycyjnym surowcem eksploatowanym na Cejlonie od wieków są bardzo zróżnicowane kamienie szlachetne. Większość kamieni pozyskuje się ze złóż wtórnych, z aluwiów rzecznych, głównie w niewielkich (do 25 m głębokości) szybach, rzadziej poprzez płukanie aluwiów rzecznych czy w kopalniach odkrywkowych. Największym rejonem wydobycia są okolice miasta Ratnapura, gdzie koncentruje się też przemysł jubilerski. Najważniejszymi kamieniami szlachetnymi w złożach cejlońskich są szafiry i rubiny, ale wydobywane są także wielkie ilości półszlachetnych spineli (odmiana cejlonit) oraz różowawych granatów zbliżonych do almandynu (rodolit). Na Cejlonie eksploatuje się też wielkie złoża kamienia księżycowego.
Główne miasta leżące na wyspie to Kolombo, Moratuwa, Dehiwala, Kandy, Sri Dźajawardanapura Kotte i Kamti. Całe terytorium zajmuje państwo Sri Lanka (do 1972 roku pod nazwą Cejlon).